# 于罗
于罗（法語：Urau，法語發音：[yʁo]）是法国上加龙省的一个市镇，属于圣戈当区。

## 地理
于罗（43°0'58"N, 0°57'24"E）面积18.45 平方千米，位于法国奧克西塔尼大區上加龙省，该省份为法国西南部内陆省份，西南端与西班牙接壤，自此顺时针与上比利牛斯省、热尔省、塔恩-加龙省、塔恩省、奥德省和阿列日省接壤。
与于罗接壤的市镇（或旧市镇、城区）包括：巴拉盖尔、比藏、卡斯泰尔比亚格、富加龙、弗朗卡扎勒、蒙塔斯特吕克-德萨利、萨莱克。

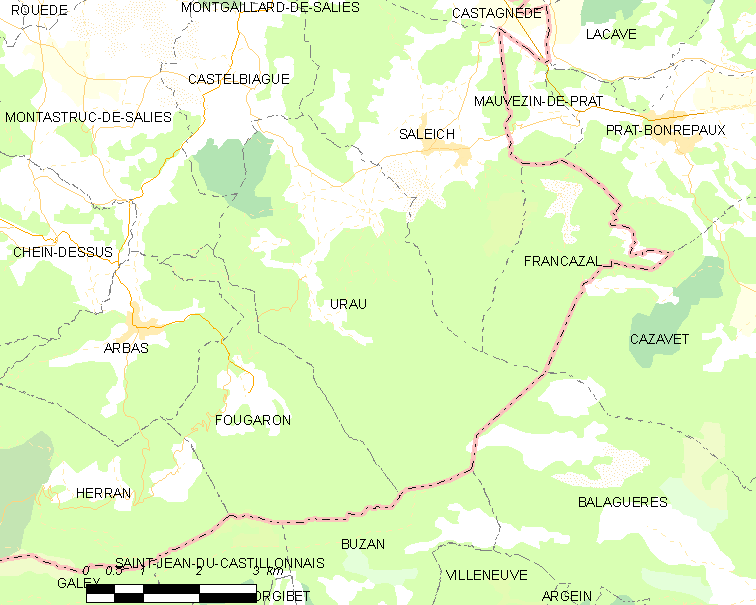
于罗的OSM定位图

于罗的时区为UTC+01:00、UTC+02:00（夏令时）。

## 行政
于罗的邮政编码为31260，INSEE市镇编码为31562。

## 政治
于罗所属的省级选区为巴涅尔德吕雄县。

## 人口

1962-2008年间于罗人口变化图示

于罗于2022年1月1日时的人口数量为116人。